# Gantung Geluni
Gantung Geluni is een bestuurslaag in het regentschap Gayo Lues van de provincie Atjeh, Indonesië. Gantung Geluni telt 182 inwoners (volkstelling 2010).